# Dragan Maršićanin
Dragan Maršićanin (Kirin Serbia: Драган Маршићанин; sinh 26 tháng 1 năm 1950) là chính trị gia Serbia. Ông là Đại sứ Serbia tại Thuỵ Sĩ, từ năm 2004 đến năm 2009. Ông còn là Bộ trưởng Kinh tế Serbia, và chạy đua tranh cử Tổng thống 2004. Ông sau đó từ chức và thay thế bởi Predrag Bubalo vào tháng 10 năm 2004.